# Кастельяр-де-ла-Муела
Кастельяр-де-ла-Муела (ісп. Castellar de la Muela) — муніципалітет в Іспанії, у складі автономної спільноти Кастилія-Ла-Манча, у провінції Гвадалахара. Населення — 38 осіб (2010).

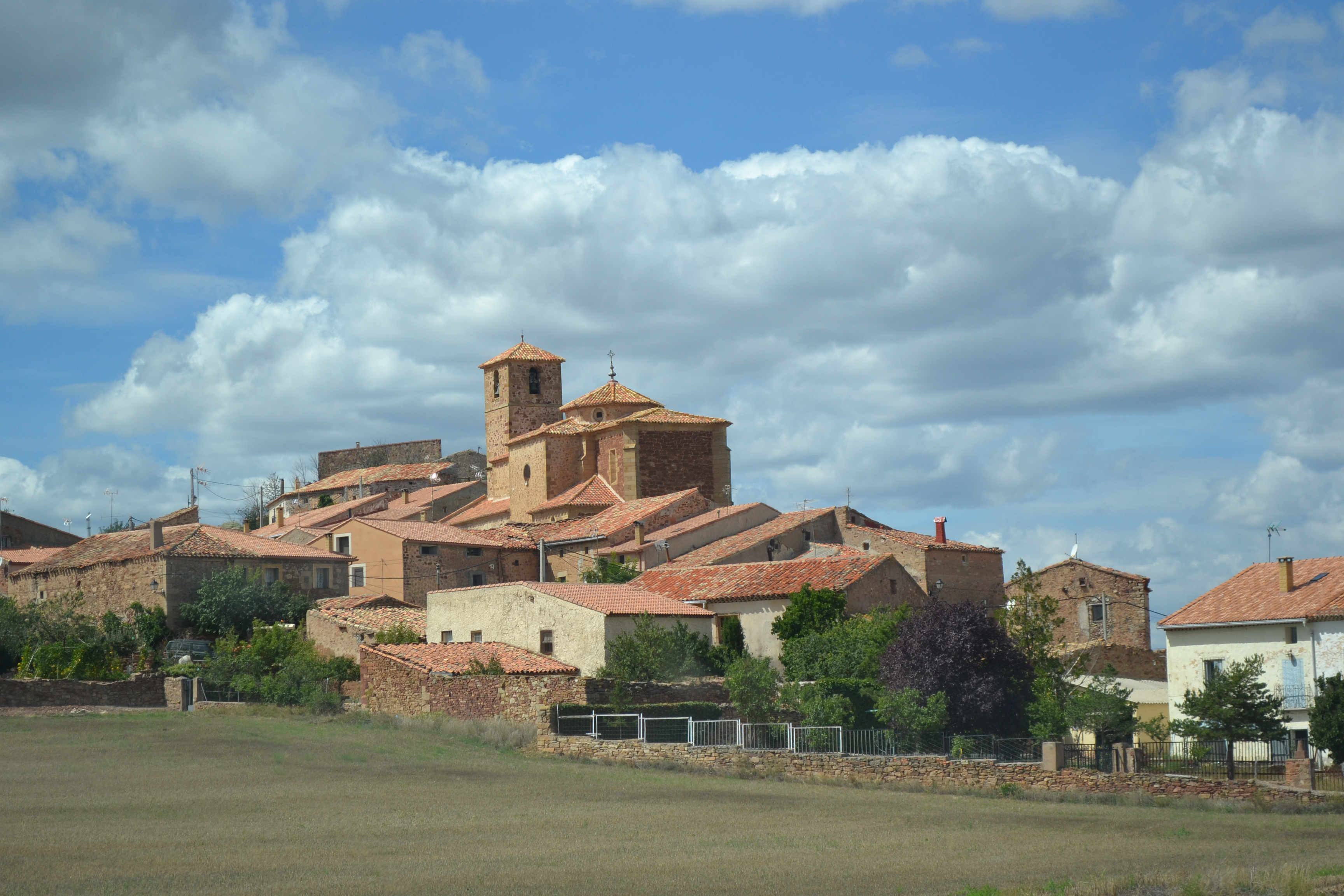

Муніципалітет розташований на відстані близько 170 км на схід від Мадрида, 120 км на схід від Гвадалахари.

## Демографія
Динаміка населення (INE ):